# (4460) Bihoro
(4460) Bihoro es un asteroide perteneciente al cinturón de asteroides, descubierto el 28 de febrero de 1990 por Kin Endate y el también astrónomo Kazuro Watanabe desde el Observatorio de Kitami, Hokkaidō, Japón.

## Designación y nombre
Designado provisionalmente como 1990 DS. Fue nombrado Bihoro en homenaje a la ciudad de Bihoro lugar donde vive el descubridor Kin Endate.

## Características orbitales
Bihoro está situado a una distancia media del Sol de 2,921 ua, pudiendo alejarse hasta 3,455 ua y acercarse hasta 2,387 ua. Su excentricidad es 0,182 y la inclinación orbital 27,04 grados. Emplea 1824 días en completar una órbita alrededor del Sol.

## Características físicas
La magnitud absoluta de Bihoro es 10,8. Tiene 38,742 km de diámetro y su albedo se estima en 0,059.